# Baldus de Ubaldis

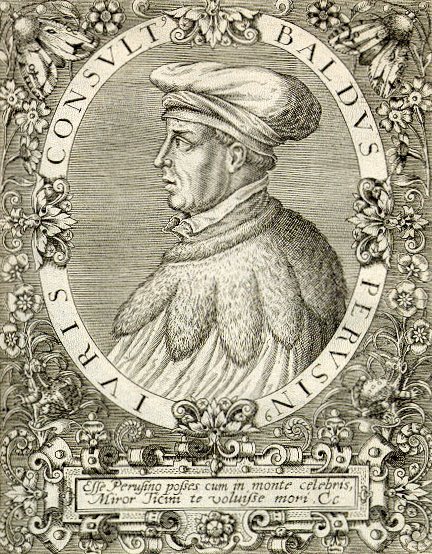
Baldus de Ubaldis

Baldus de Ubaldis (italienisch Baldo degli Ubaldi; * wahrscheinlich 2. Oktober 1327 in Perugia; † 28. April 1400 in Pavia) war ein italienischer Rechtsgelehrter und nach Bartolus de Saxoferrato der bedeutendste Vertreter der Kommentatorenschule.

## Leben

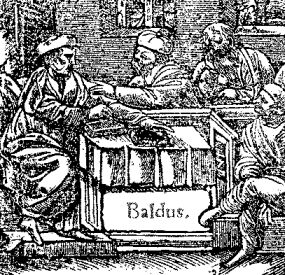
Baldus de Ubaldis als Universitätslehrer, Abbildung vom Titelblatt der Ausgabe von Baldus’ Kommentar zum Digestum vetus, Lyon 1549.

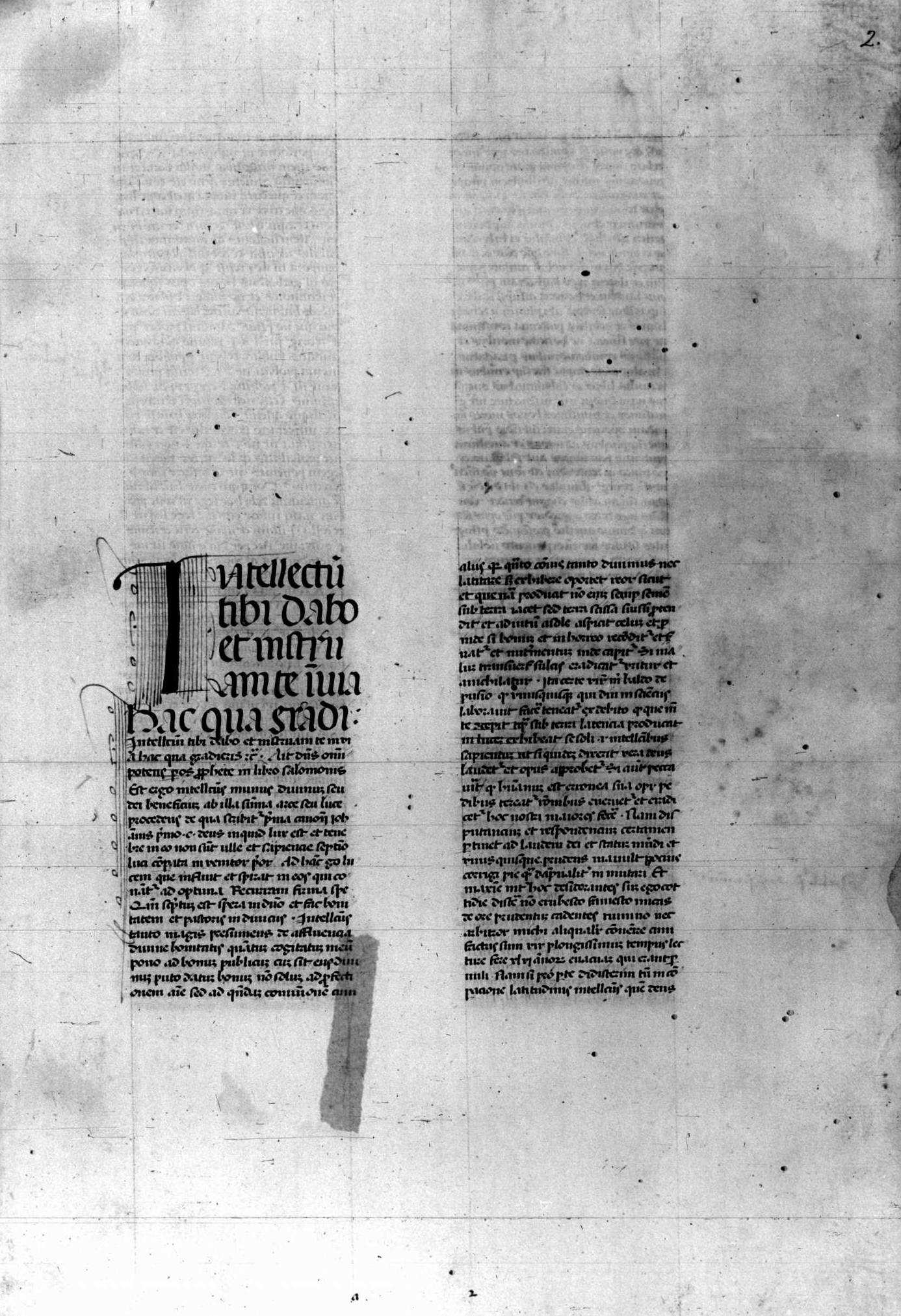
Lectura feudorum, manuskript. Leiden, Universiteitsbibliotheek, Collectie Willem Matthias D’Ablaing, ABL 7.

Baldus stammte aus einem Adelsgeschlecht in Perugia. Seine zwei Brüder Angelus und Petrus waren ebenfalls Juristen. Auf einer Verwechselung mit dem Bruder Petrus de Ubaldis beruht es vermutlich, wenn Baldus gelegentlich fälschlich als Petrus Baldus de Ubaldis bezeichnet wird. Er selbst nannte sich Baldus de Perusio.
Hinsichtlich seines Geburtsdatums besteht Unsicherheit, meist wird jedoch das Jahr 1327 angenommen, etwa von F. C. von Savigny. Auch über sein Studium und den Beginn seiner akademischen Laufbahn ist wenig bekannt. Jedenfalls gehörte Bartolus de Saxoferrato zu seinen Lehrern. Spätestens ab 1347 lehrte Baldus als Professor an den Universitäten von Pisa, Perugia, Padua und Pavia. Neben seiner Lehrtätigkeit war Baldus auch praktisch tätig. Er schrieb Gutachten (Konsilien) zu konkreten Rechtsfragen, wirkte als Rechtsanwalt, als Richter und als auswärtiger Gesandter seiner Heimatstadt Perugia.
Baldus starb im Jahr 1400 – angeblich an der Tollwut, die er sich durch einen Biss seines Schoßhundes zugezogen haben soll.
Zu den Schülern des Baldus gehörten Paulus de Castro (Paulus Castrensis; † 1436 oder 1441) und Petrus Belforte, der spätere Papst Gregor XI.

## Werke

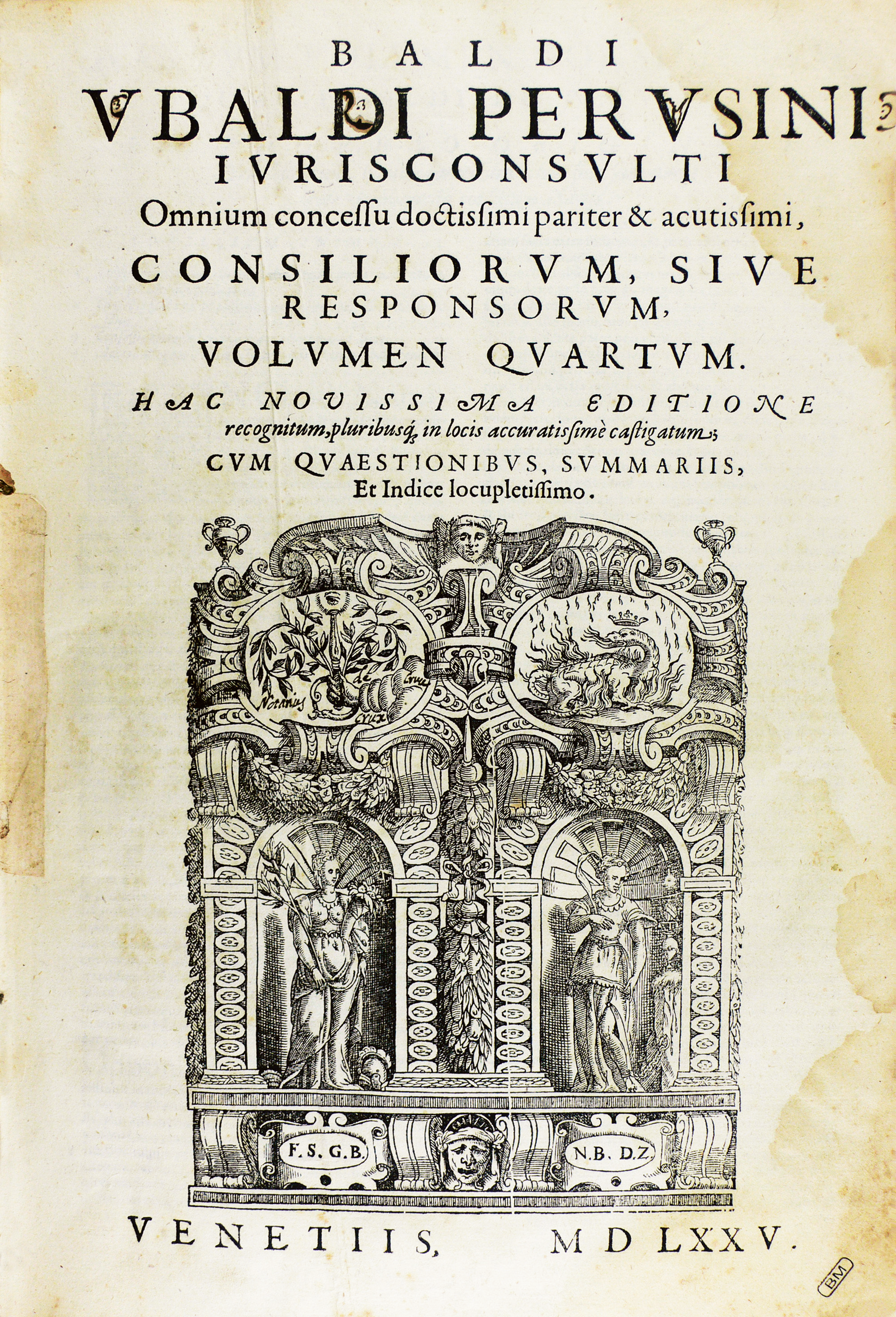
Consiliorum, siue responsorum, 1575

In usus feudorum commentaria, 1580

Baldus „klebte“ nicht mehr so sehr, wie noch die Glossatoren, an den wörtlichen Übersetzungen der justinianischen Gesetzestexte, sondern verfasste Kommentare. Dies zu allen Bestandteilen des Corpus Iuris Civilis. Er beschäftigte sich aber nicht nur mit dem römischen Recht, sondern kommentierte auch Texte des kanonischen Rechts und des Lehnsrechts. So ist ein Kommentar zu den ersten drei Büchern des Liber Extra überliefert. Die Kommentierung der Libri Feudorum, einer Sammlung des langobardischen Lehnsrechts, gehört zu den erfolgreichsten Werken des Baldus.
Außerdem verfasste Baldus über 3000 Gutachten, von denen über 2500 in einer gedruckten Sammlung enthalten sind. Dazu treten zahlreiche Traktate zu Einzelfragen.
- De syndicatu officialium
- De duobus fratribus
- De significatione verborum
- De pace Constantiae
- De feudis
- Summula respiciens facta mercatorum.
- Commentaria in digestum vetus, 1549.
- Consiliorum sive responsorum, 1575.
- In usus feudorum commentaria. 1580 (Latein, beic.it).

## Würdigung
Die philosophische Bildung des Baldus und seine Neigung zu theoretischen Überlegungen werden stets hervorgehoben. Als maßgeblichen Lehrer führt er selbst Aristoteles an, dessen erkenntnistheoretischen, logischen und metaphysischen Diskurs er nutzt. Ebenfalls häufiger zitiert werden Cicero und Boethius. Da Baldus noch die Grundlagen eines Philosophiebegriffs nutzen konnte, dem nicht die neuzeitliche Herauslösung einzelner Disziplinen – insbesondere auf dem Feld der Naturwissenschaften – eigen war, erhielt auch das Werk des für seine Aphorismen bekannten Arztes Hippokrates bei ihm eine besonders hervorgehobene Bedeutung. Allerdings hat ihm diese Eigenart nicht nur das Lob eingetragen, er sei der „philosophische Kopf der mittelalterlichen Juristen“ gewesen, sondern auch die eher tadelnde Erwähnung seiner „etwas spekulativen Veranlagung“.
Baldus leistete wesentliche Beiträge zu den verschiedensten Rechtsgebieten, insbesondere zum Handelsrecht, aber auch zum Strafrecht und zu öffentlich-rechtlichen Fragen. Rechtshistoriker vertreten in jüngerer Zeit zudem den Standpunkt, dass der Schwerpunkt der Entwicklung zum Rückwirkungsverbot im Bereich der mittelalterlichen Kanonistik, insbesondere bei Baldus zu finden ist. Sein Einfluss auf die Entwicklung des Ius commune ist erheblich. Die Werke des Baldus wurden häufig gedruckt und bis ins 19. Jahrhundert hinein verwendet.
Sein Porträt wurde später auf allen Diplomurkunden der Universität Perugia abgebildet.